# Bulbophyllum bittnerianum
Bulbophyllum bittnerianum es una especie de orquídea epifita  originaria de  	 Tailandia.

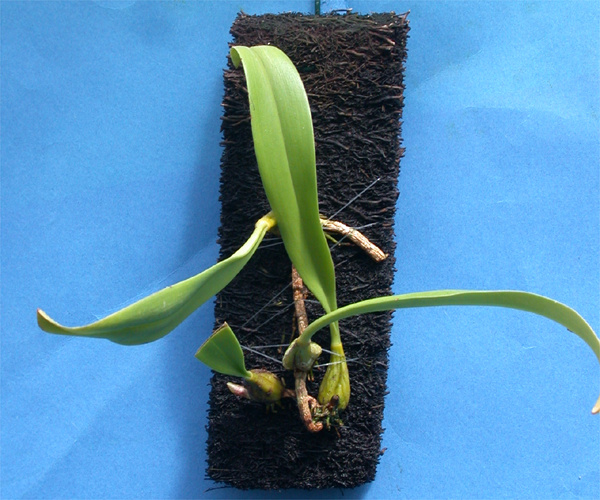
Vista de la planta

## Descripción
Es una orquídea de pequeño tamaño, con hábitos epifita que tiene un rizoma leñoso con pseudobulbos con una distancia de 3 a 5 cm  entre cada uno, con forma de ajo, 4 acanalado  que llevan una sola hoja, apical, oblonga, subobtusa,  de base peciolada. Florece a finales de primavera hasta principios de verano, que surgen de la base de la seudobulbo nuevo formado  varias inflorescencias con un forrado, grueso, de 10 cm  de largo, con flores que tiene un cúmulo apical  a media altura de hoja.

## Distribución y hábitat
Se encuentra en Tailandia, en los bosques de hoja perenne con hojas anchas en troncos de árboles en las elevaciones de alrededor de 1700 metros. 

## Taxonomía
Bulbophyllum bittnerianum fue descrita por Rudolf Schlechter   y publicado en Orchis. Monatsschrift der Deutschen Gesellschaft für Orchideenkunde 4: 108. 1910.
Etimología
Bulbophyllum: nombre genérico que se refiere a la forma de las hojas que es bulbosa.
bittnerianum: epíteto otorgado en honor de Bittner
Sinonimia
- Bulbophyllum bractescens Rolfe ex Kerr 1927[1][3][4]